# Livciîți, Horodok
Livciîți (în ucraineană Лівчиці) este un sat în comuna Pidzvirîneț din raionul Horodok, regiunea Liov, Ucraina.

## Demografie
Componența lingvistică a localității Livciîți
     Ucraineană (100%)
Conform recensământului din 2001, toată populația localității Livciîți era vorbitoare de ucraineană (100%).